# Wilhelm-Fabry-Museum
Das Wilhelm-Fabry-Museum ist ein medizinhistorisches Museum in der Stadt Hilden (Kreis Mettmann) mit den Schwerpunkten Medizin- und Industriegeschichte. Namensgeber  des Museums ist der Wundarzt Wilhelm Fabry (* 1560 in Hilden; † 1634 in Bern). Fabry, auch bekannt unter seinem latinisierten Namen 'Guilelmus Fabricius Hildanus', gilt als einer der Begründer der wissenschaftlichen Chirurgie. Er wurde nur wenige hundert Meter vom Standort des nach ihm benannten Museums geboren. Das Museum ist Mitglied der „European Association of Museums of the History of Medical Sciences“ (EAMHMS) sowie des „Arbeitskreises Bergische Museen“.

## Geschichte des Museums
Erste Bestrebungen, in Hilden ein Heimatmuseum einzurichten, entstanden bereits im Jahr 1924. 1927 wurden in einem Klassenzimmer der Volksschule Steinhofstraße, heute Kindergärten Walter-Wiederhold-Straße, die ersten Exponate gezeigt. 1933 zog das Museum um in das Haus Elberfelder Straße 24, wo eine Ausstellungsfläche von 120 Quadratmetern zur Verfügung stand. Dieses Gebäude musste im Januar 1972 dem Neubau der Berliner Straße weichen. Die Bestände wurden kurz vor Abriss des Gebäudes in mehrere Schulen ausgelagert. Lediglich die Fabry-Sammlung wurde von nun an in der gleichnamigen Realschule weiter ausgestellt.
Erst zwölf Jahre später, im Januar 1984, gab es mit der Gründung des „Förderverein des Museums der Stadt Hilden e. V.“, jetzt Unser Hilden e. V., Bestrebungen zur Wiedererrichtung des Museums. Im Jahr 1985 entdeckten Mitglieder des Vereins an der Benrather Straße die im Jahr 1979 stillgelegte Kornbrennerei Vogelsang und schlugen der Stadt das Gelände als Standort eines neuen Museums vor. Rat und Verwaltung der Stadt stimmten zu und auch der Landschaftsverband Rheinland gab ein positives Votum ab. Nach Entwicklung eines neuen Museumskonzepts und umfangreichen Umbauarbeiten wurde das Museum im Jahr 1989 eröffnet. Träger des Museums ist die Stadt Hilden. Der Verein „Unser Hilden“, der die Stadtgeschichte Hildens zum Thema hat, ist unterstützend tätig, insbesondere bei Veranstaltungen und der Beschaffung von Exponaten.

## Kornbrennerei und Ausstellungsräume
Das Museumsareal besteht aus zwei Gebäuden. In einem 1867 fertiggestellten Ziegelbau befindet sich die historische Kornbrennerei. Die ehemaligen Geschäfts- und Lagerräume der Kornbrennerei wurden zu Ausstellungsräumen, einem Vortragsraum und Räumen für die Museumsleitung und -verwaltung umgebaut.

### Kornbrennerei
Am 11. März 1867 erhielt Johann Peter Vogelsang (* 7. September 1806; † 26. Februar 1878), ursprünglich Ackerer, die Konzession für seine Brennerei, deren Bau er bereits 1864 hinter seinem Haus an der Benrather Straße begonnen hatte. Ein Feuer richtete im Jahr 1875 großen Schaden an, die Brennerei florierte aber trotzdem weiter. Nach dem Tod des Firmengründers führten zunächst dessen Söhne Hermann Vogelsang (* 6. September 1849; † 8. Dezember 1907) und Peter Vogelsang den Betrieb weiter. In der Folge kam es zu mehreren Besitzerwechseln, zeitweise auch Verpachtungen, die auch entsprechende Umfirmierungen zur Folge hatten. Die letzte Firmierung vor der Schließung des Betriebs im Jahr 1979 war „Vogelsang & Co., vormals J. P. Vogelsang“ und Wolfgang Gymnich der Firmeninhaber.
Besonderheit der Kornbrennerei ist eine der ältesten, noch funktionsfähigen, liegenden Einkolbenfliehkraftregulator-Dampfmaschinen des Rheinlands, gebaut im Jahr 1876 mit der mit Fabrik-Nummer 76 von der Firma Kirberg & Hüls in Hilden. Die Dampfmaschine trieb bis 1979 über eine Transmission die Maschinen des Betriebs an, darunter eine Schrotmühle, einen Sackelevator und das Rührwerk im Maischbottich. Sie wird heute mittels eines Elektromotors betrieben. In der komplett erhaltenen Brennerei können noch alle Arbeitsschritte zur Herstellung von Alkohol in einer Kornbrennerei der Zeit um 1900 nachvollzogen werden.

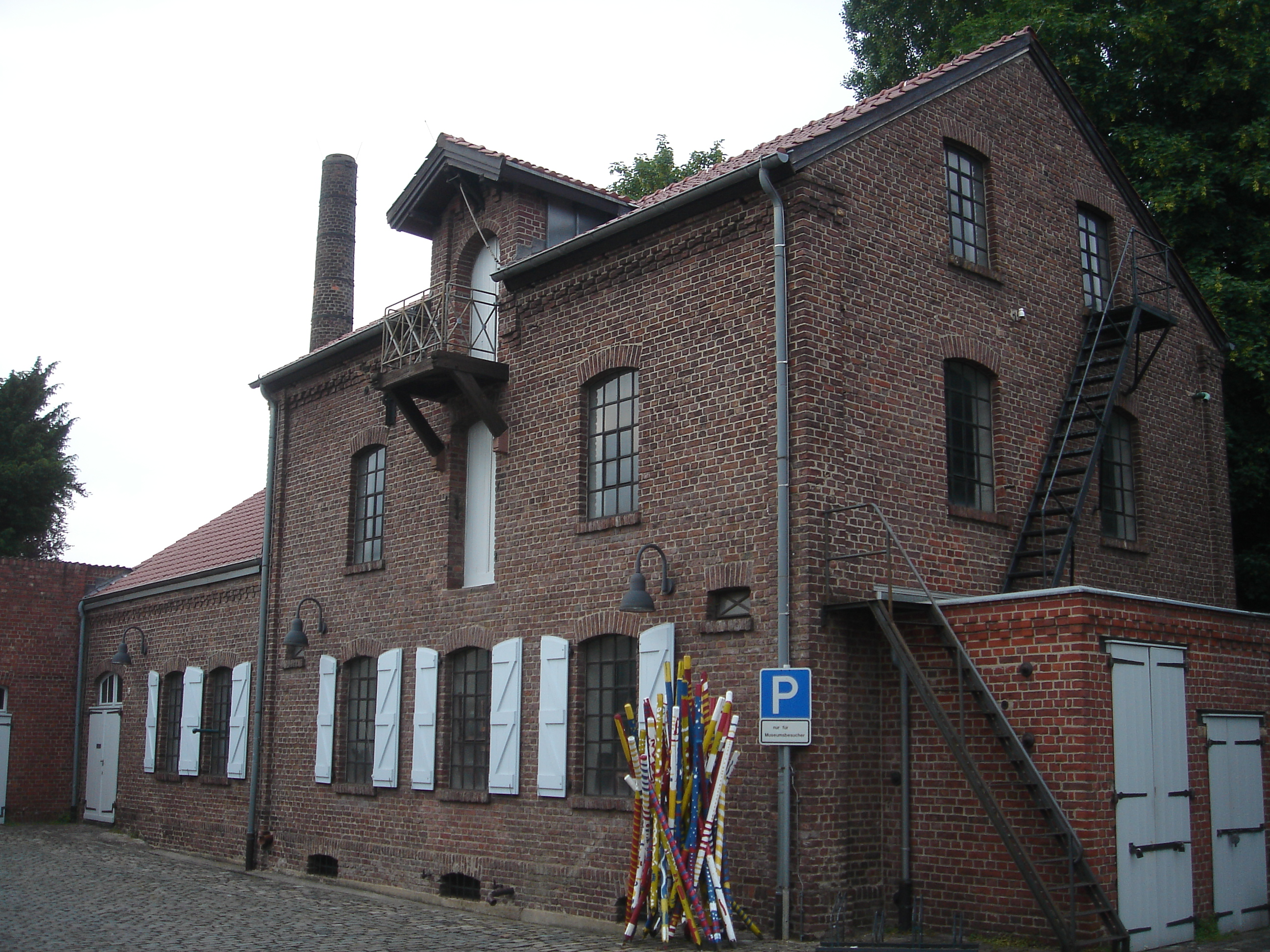
Kornbrennerei
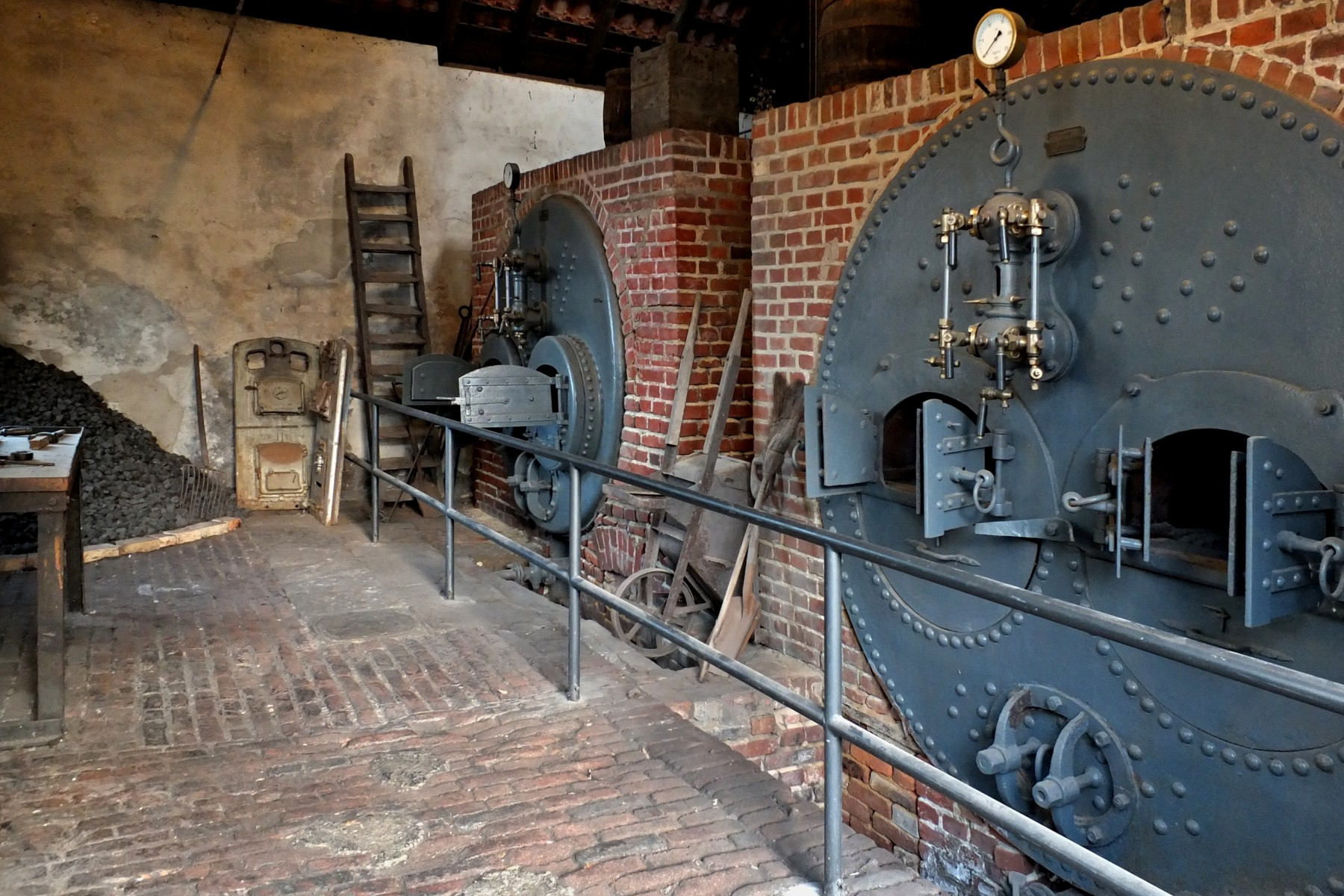
Kesselhaus
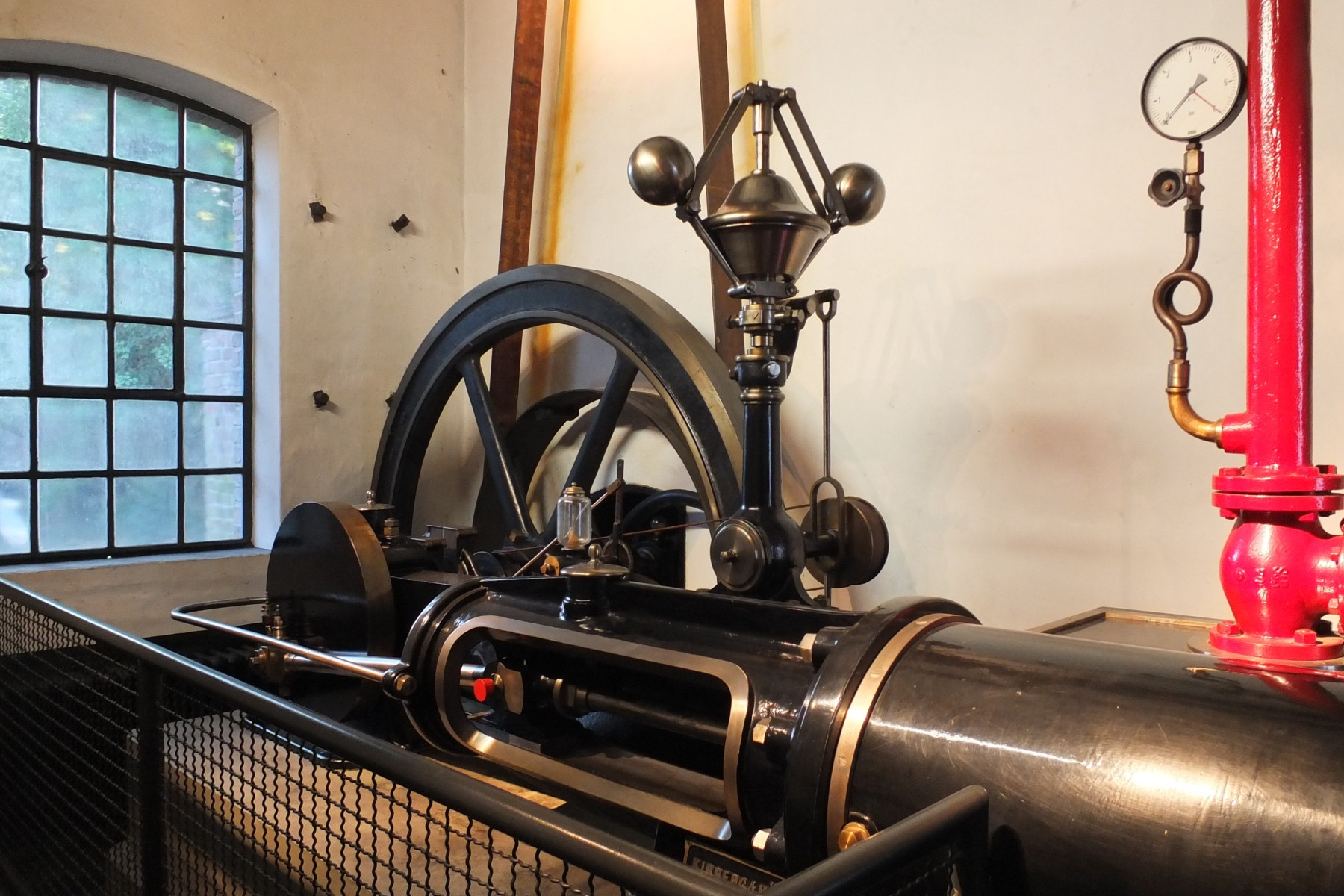
Dampfmaschine
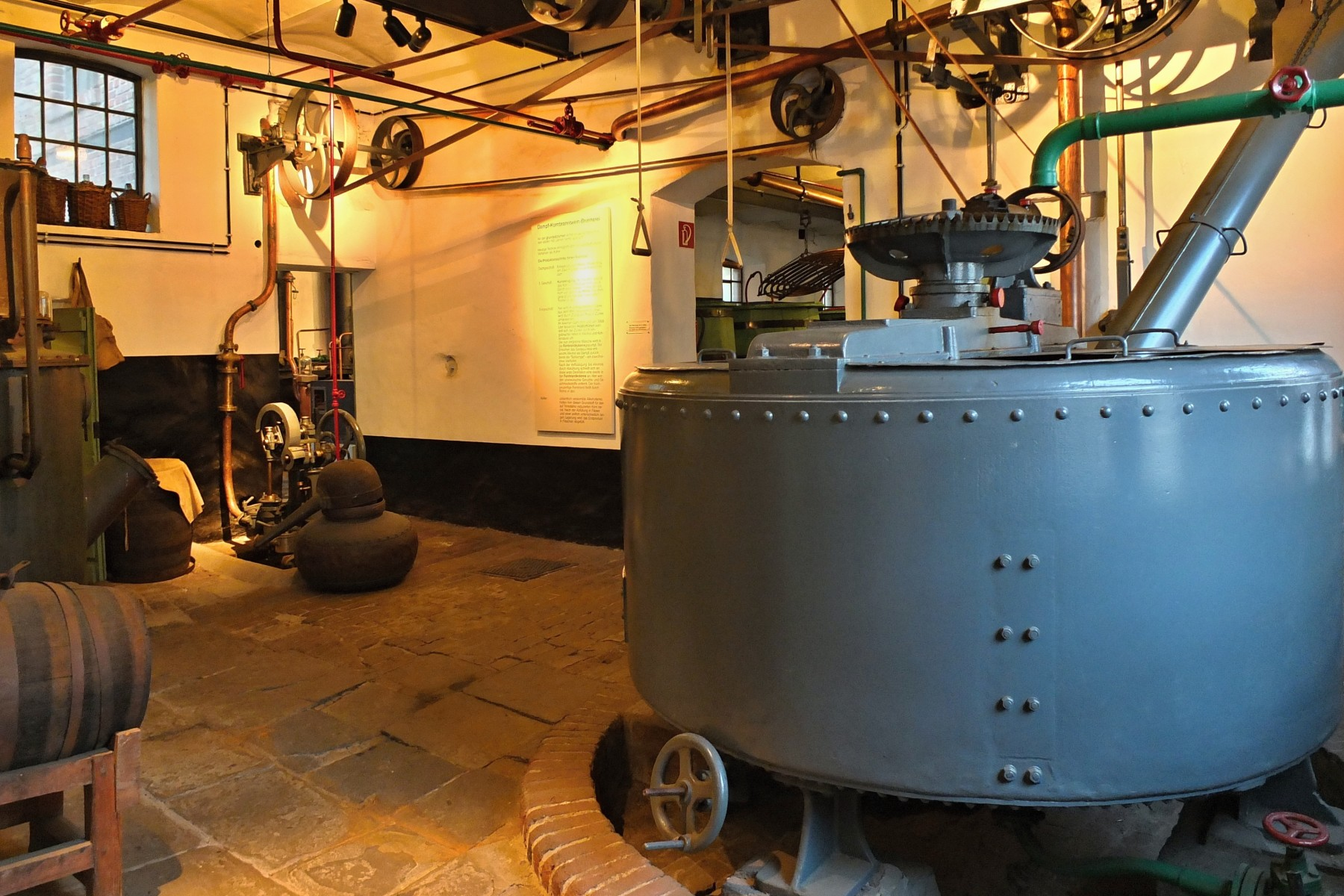
Maischbottich und Transmission

### Ausstellungsräume
Das Museum zeigt zahlreiche Schriften Wilhelm Fabrys und seiner Zeitgenossen in Erstausgaben des 17. Jahrhunderts, Portraitgrafiken und historische Operationsinstrumente im Wechsel mit anderen Ausstellungen (Kunst, Medizin-, Lokal- und Regionalgeschichte). Der Faßraum des Museums wird regelmäßig für Vorträge, oft im Zusammenhang mit Ausstellungen, genutzt. Kinder und Jugendliche zwischen 3 und 18 Jahren, die in Hilden wohnen oder zur Schule gehen, haben die Möglichkeit, Bilder aus der im Jahr 1998 eingerichteten Kinder- und Jugendartothek Bildwechsel auszuleihen.

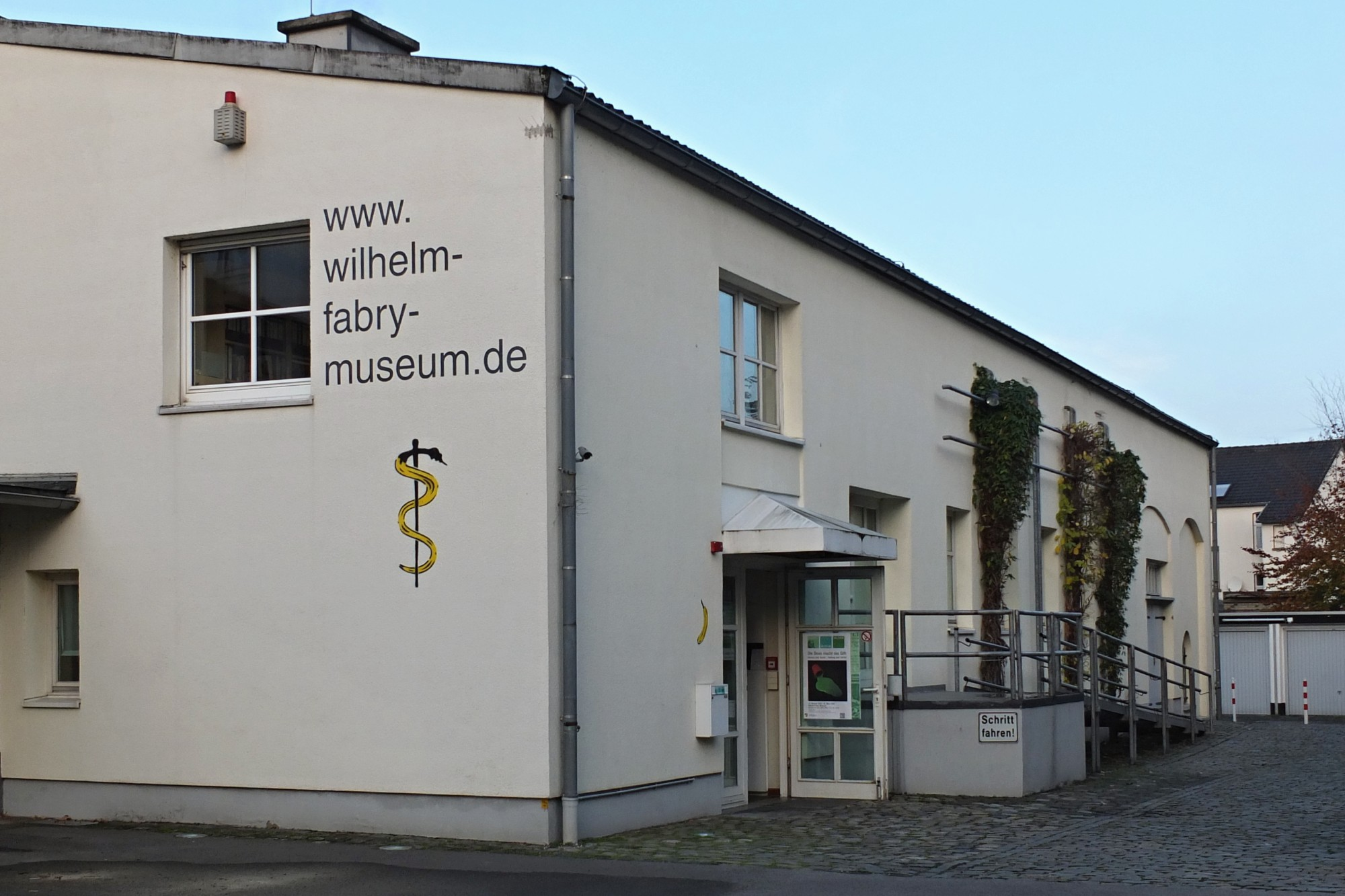
Ausstellungsgebäude des Wilhelm-Fabry-Museums
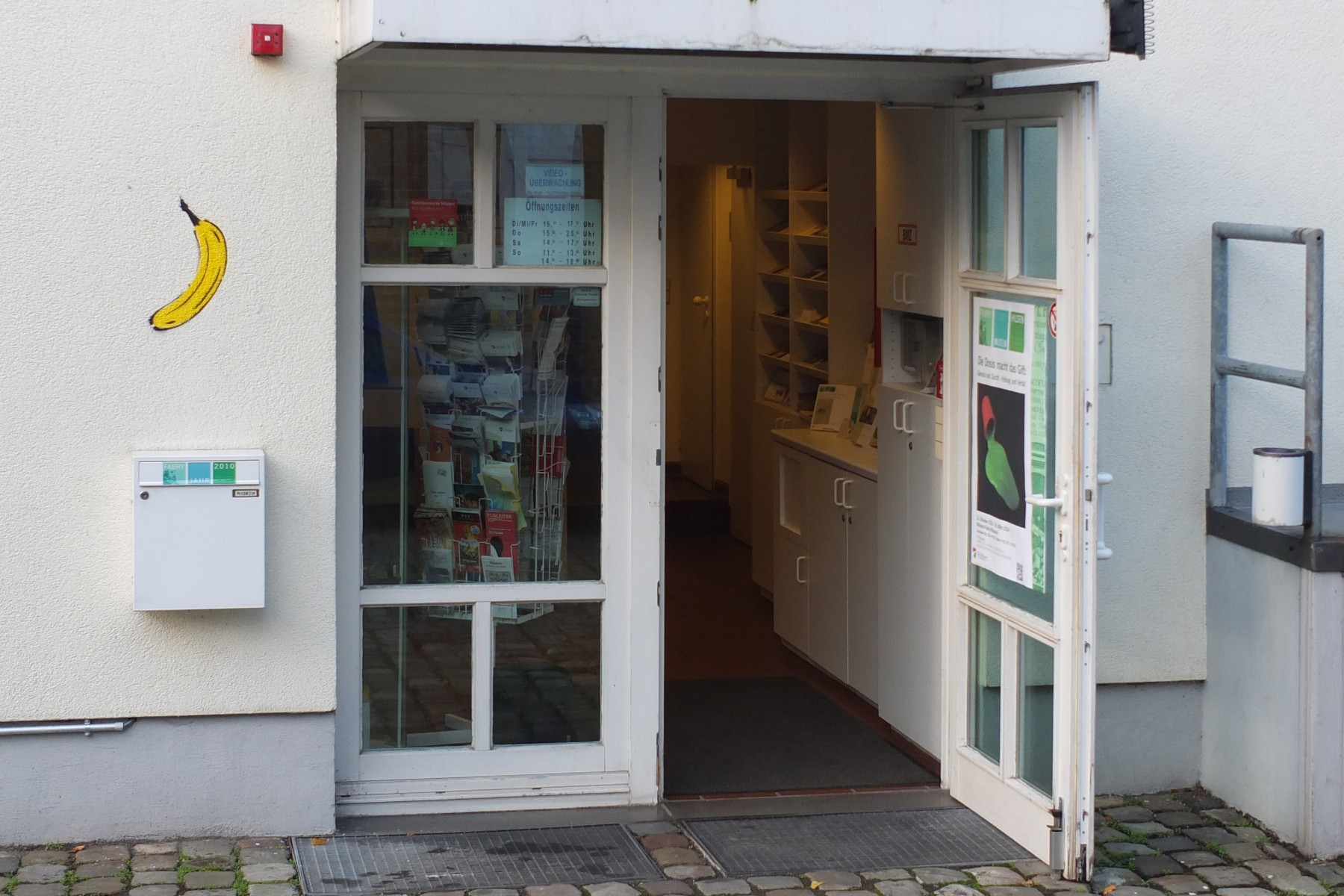
Eingang des Museums
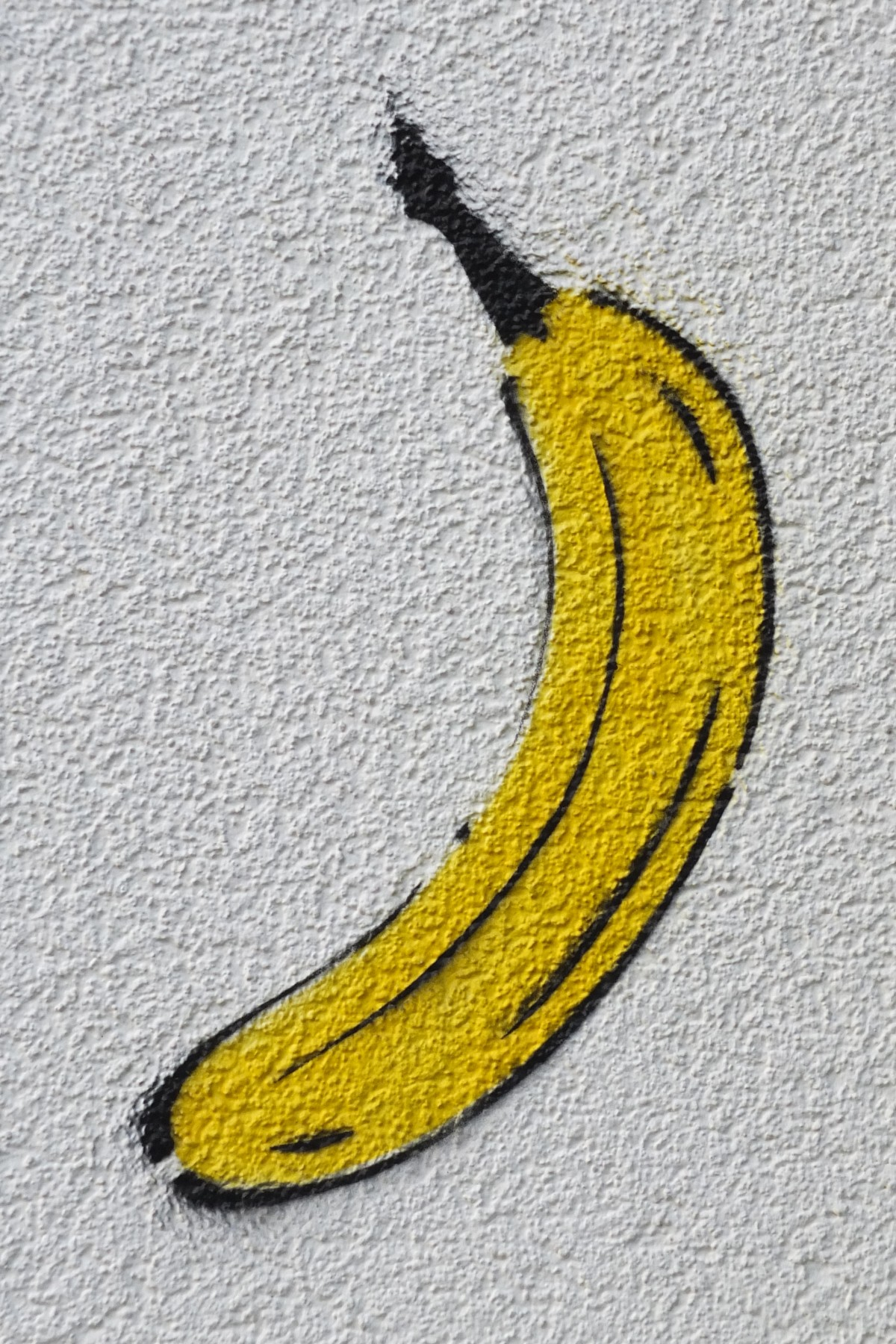
Banane von Thomas Baumgärtel

## Ausstellungen

### 1996
- Stumme Zeugen ihrer Leiden
- Hundertwasser. Grafiken und Objekte
- In Hilden den Bach 'runter. Altes und Neues von der Itter

### 1997
- Hilden, wie ich es sehe
- Memento mori. Zeichnungen von Walter Hanel
- Rheinische Psychiatrie im 19. Jahrhundert
- Salvador Dali. Dante – Die göttliche Komödie
- Unterwegs nach Santiago de Compostela. Impressionen vom Jakobusweg

### 1998
- Matthias Hintz. Der Mensch in den Dingen
- Giant Steps. Eine Jazz-Story
- Iwashita Tetsuji. Bilder
- Stadt und Gesundheit. Zur Entwicklung des Gesundheitswesens in Hilden
- Retrospektive René Carcan. Zeichnungen, Druckgrafik, Skulpturen und Schmuck
- Spurensuche in Sand und Löss. Ehrenamtliche Bodendenkmalpflege in Düsseldorf und im Kreis Mettmann

### 1999
- Hallo mein Herz!
- Objekte des Kinder-Kunst-Spektakels 1999
- Drei Jahre Hildener Jazztage. Eine Fotoausstellung
- Hebammenkunst gestern und heute. Zur Kultur des Gebärens durch drei Jahrhunderten
- requiem. Malerei auf Leinwand und Papier – Bettina Ballendat
- „Niemand soll sagen, es ist nichts geschehen“. Volker Krämer, Gabriel Grüner – Eine Fotoausstellung
- Nix wie Scherereien

### 2000
- Neues vom Tod. Werke aus der Graphiksammlung 'Mensch und Tod' der Heinrich-Heine-Universität Düsseldorf
- 6. Biennale Kleinplastik plus (auch im Haus Hildener Künstler H6)
- Schon gehört? Mitmachausstellung
- Homöopathie. Eine Heilkunde und ihre Geschichte
- 175 Jahre Post in Hilden
- Zeig' mir einen Engel!

### 2001
- Jerusalem. Gesehen, empfunden, fotografiert von Harry Weber
- Schwarzer Tod und Amikäfer. Biologische Waffen und ihre Geschichte
- Junge Künstlerinnen und Künstler stellen Ergebnisse der Kinderkunstwoche vor
- in aller Munde. Die spannende Geschichte von „Taschenklavier“ und „Quetschkommode“
- Ansichten – Durchsichten. Hans-Joachim Uthke
- Doctor's little helpers. Vom Fetisch zur Hightech-Medizin
- Vor dem Leben und nach dem Tod. Zeichnungen, Lithographien und Druck-Steine von Boris Fröhlich

### 2002
- Ikonen auf Papier. Grafik vom Berg Athos – 800 Jahre Kloster Hilandar
- Einschnitte – Incisions. Yvonne Kendall und Henning Eichinger
- Schattenschritte – Lebensspuren. Zeichnungen und Aquarelle von Joachim Klinger
- „gewissenlos - gewissenhaft...“ Menschenversuche im Konzentrationslager – Eine Ausstellung des Instituts für Geschichte und Ethik der Medizin, Erlangen-Nürnberg
- Wilhelm-Fabry-Förderpreisträger 2000: Arno Bojak und I-Shu Chen
- Alles nur ein Traum?

### 2003
- Zwangsarbeit in Rheinland und Westfalen 1939–1945
- Bewegte Landschaften. Die Düsseldorfer Malerschule – Der Park des Künstlervereins Malkasten. Die grüne Kulisse der Künstlerfeste
- Kunst auf Rezept
- Samariter. Arzt und Patient

### 2004
- Das, was man Leben nannte. Alltag im Frauen-KZ Ravensbrück 1939–1945
- Extensions. Prothesen – vom Ersatz zur Erweiterung
- Jazz. Hans-Joachim Uthke – Zeichnungen und Radierungen
- Chirurgie in der frühen Neuzeit. Das Wilhelm-Fabry-Museum zeigt Kostbarkeiten aus seiner medizinhistorischen Sammlung
- Tischlein deck' dich! Essen ist ein Bedürfnis, Genießen eine Lust

### 2005
- Max Volmer. Ein Hildener Forscher
- Zahn der Zeit. Ausstellung zur Geschichte der Zahnheilkunde
- Volker Krämer. Hommage an einen stern-Fotografen
- Fitness. Schönheit kommt von außen
- Erika Bopp. Schöpfungsmythen – Schöpfungslegenden
- Bravo wird 50! Eine Ausstellung zur Geschichte der Jugendkultur in Deutschland

### 2006
- Home Alchemy. Yvonne Kendall und Henning Eichinger – Bilder, Objekte und Skulpturen
- Transparenter Dialog. Karl Krüll und Franz-Josef Hehl – Zeichnungen und Malerei
- Blue Note Cover Design. Jazz-Plattengestaltung der Jahre 1956–1967 von Reid Miles – Eine Ausstellung im Rahmen der 11. Hildener Jazztage
- Zeitfenster. Archäologische Funde aus Düsseldorf und dem Kreis Mettmann
- Augenblick, verweile doch, du bist so schön!

### 2007
- Das Alter in der Kunst
- Wie bitte? Vom schlechten Hören und antiken Hörhilfen
- Sezierte Medizin. Diagnostische Betrachtungen mit Kleber, Feder, Nadel und Stift von Hans-Joachim Uthke
- Joachim Klinger. Meine Bilder – Weggefährten. Aquarelle und Gouachen 1951–2006
- Innenansichten. Virtuelle Körperbilder – Von der Faszination des Gesunden und der Ästhetik des Pathologischen

### 2008
- Von Messern, Sägen und Zangen, die heilen konnten. Instrumente und Bücher der medizinhistorischen Sammlung
- Take Jazz – emotional and live. Bilder mit Jazzmusikern in Aktion von Ingrid Müller-Marx
- In Hilden angekommen. Geschichten des Zuzugs
- Wachs – Bild – Körper. Moulagen in der Medizin
- Schmerz. Bilder vom Menschen

### 2009
- Heinz Breloh. Skulptur als Körperspur
- Nicht alles Banane. Der medizinische Block – Frühwerke von Thomas Baumgärtel
- Instrumente und Bücher der medizinhistorischen Sammlung
- Neues aus der Röntgenologie. Unschädliche Befunde von Hans-Joachim Uthke

### 2010
- Fabry – Eichinger: Medizin und Ästhetik
- Götter in Weiß. Arztmythen in der Kunst
- Wilhelm Fabry – Persönlichkeit, Wirken, Weltbild, Netzwerk, Patienten
- Gelebt, geliebt, geraucht, gesoffen – und alles dann vom Doktor hoffen!

### 2011
- Materia Magica – die Haut, in der wir leben. Arbeiten von Isabel Kneisner
- It happened in Hilden. Jazzfotos von Zbigniew Lewandowski
- Dem Gehirn auf der Spur: Denken – Erinnern – Vergessen

### 2012
- Frauen – Sünde – Tod
- Vom Tatort ins Labor. Rechtsmediziner decken auf

### 2013
- Der Tod, der Gläubiger, der Regen – die kommen immer ungelegen – Zeichnungen und Radierungen von Hans-Joachim Uthke
- Body and Soul. Inspired by Famous Jazz Compositions. Dietrich Rünger
- Schritt für Schritt. Die Geburt des modernen Schuhs
- Die Dosis macht das Gift: Genuss und Sucht – Heilung und Verfall

### 2014
- BALNEA – Architekturgeschichte des Bades
- Wilhelm Fabry – Persönlichkeit, Wirken, Weltbild, Netzwerk, Patienten

### 2015
- Front 14/18 – Der Erste Weltkrieg in 3D
- Jazz-Improvisationen von Hans-Joachim Uthke
- „Der Otter ist ein listig und boßhafftig Thier“ – Nemo und seine Verwandtschaft einst und jetzt

### 2016
- Wilhelm Fabry – Persönlichkeit, Wirken, Weltbild, Netzwerk, Patienten
- Körper 2.0 – Über die technische Erweiterbarkeit des Menschen

### 2017
- Im Feld verwundet – Bilder aus dem Amerikanischen Bürgerkrieg
- Vorwiegend heiter – Werke von Joachim Klinger
- Wilhelm Fabry – Persönlichkeit, Wirken, Weltbild, Netzwerk, Patienten

### 2018
- Placebo – Nocebo. Die Macht der Gedanken über unsere Gesundheit
- Yvonne Kendall & Henning Eichinger "Coming Full Circle"
- Slow Motion – Langzeitstudien (Ike Vogt, Harald Hilscher, Uwe Kampf)

### 2019
- HIEB§STICH Dem Verbrechen auf der Spur
- Wilhelm Fabry – Persönlichkeit, Wirken, Weltbild, Netzwerk, Patienten
- Francisco de Goya und 'Die Schrecken des Krieges

### 2020
- Danke, Maus! (Heidi und Hans-Jürgen Koch)

### 2021
- Thomas Baumgärtel Kunst heilt
- Charles Wilp "Into Space"
- Ulrike Arnold und Victor van Keuren Out of Space
- Meeresstille – Künstlerische Auseinandersetzung mit Leben und Werk eines Genies (Kuratiert von Karin Dörre)

### 2022
- Kunst und Medizin Die Sammlung Murken
- Die moderne Wunderkammer, - Kuriositäten der Welt -
- Eingebrannt. Die Geschichte über ein Foto, das jeder kennt: Das "Napalm-Mädchen" von Nick Út
- Die Vermessung der Welt — Uthke meets Fabry

### 2023
- Kunst und Medizin II
- Maina-Miriam Munsky Im Kaltlicht der OP-Lampe
- Festgehalten. Kunst als Wegweiser im Dunkel der Psyche

### 2024
- Michael Dannenmann „Circus Portraits“
- 20.000 Kilometer unter dem Roten Kreuz
- Fiese Gewächse und solche mit krimineller Vergangenheit

### 2025
- Kunst und Medizin III, Axel Hinrich Murken
- Die gezeichnete Brennerei von Hans-Joachim Uthke
- Marie Colinet & Wilhelm Fabry – Hebamme & Chirurg im Einsatz für das Leben

## Sammlung
Im Fabry-Museum befindet sich eine umfangreiche Sammlung, die medizinhistorische Geräte, Bücher, Grafiken und Gemälde umfasst. Unter den 605 Exponaten werden die Themen: Arzt und Patient, Diagnose und Therapie, Krankheit und Heilung im Wandel ihrer Wahrnehmung dargestellt.
So sind Sammlungen von Joachim Klinger (1932–2024), der in Hilden lebte, und von Axel Hinrich Murken archiviert.